# Otón de Bamberg
Otón de Bamberg (también conocido como Otto von Bamberg o Otton z Bambergu) 1060 o 1061-30 de junio de 1139) fue un obispo y misionero medieval alemán, que convirtió a muchos habitantes de la Pomerania al cristianismo.

## Vida
Otón nació en el seno de una familia noble de Mistelbach, Franconia. Sirviendo inicialmente en la casa del duque de Vladislao I Herman de Polonia, entró al servicio del emperador Enrique IV en 1090 y fue nombrado canciller del Sacro Imperio Romano Germánico en 1101.
En 1102, el emperador le invistió como obispo de Bamberg en Franconia (ahora en el estado de Baviera), y Otón se convirtió en uno de los príncipes de la Alemania medieval.  Durante su obispado, Bamberg alcanzó una gran notabilidad y Otón alcanzó la fama como misionero, diplomático y político, especialmente en la Querella de las Investiduras entre Enrique IV y el Papado, que negaba la lealtad al emperador. En el congreso de Wurzburgo en 1121 Otón negoció el tratado de la paz, el Concordato de Worms, que se firmó en 1122 en Worms. 
Como obispo, Otón llevó una vida simple y austera, pero no pudo mejorar la austeridad del colectivo eclesiástico. Reconstruyó y completó la Catedral de Bamberg después de que un incendio la destruyera en 1081, mejoró escuela de la catedral, fundó numerosos monasterios y muchas iglesias por todo el territorio en Pomerania y Bamberg.  
Por sus grandes trabajos como negociador y misionero, empezó la labor de cristianización de Pomerania. Otón consiguió el legado papal y convirtió a grandes cantidades de habitantes de Pomerania, especialmente en las ciudades de Pyrzyce, Kamień, Szczecin y Julin, construyó once iglesias y se ganó el título de "Apóstol de Pomerania".
Después de regresar a Bamberg en 1125, algunas costumbres paganas comenzaron a resurgir, y Otón volvió a Pomerania en 1128. En la Dieta de Usedom, consiguió convertir a todos los nobles y envió sacerdotes desde Bamberg para servir a Pomerania. Su intento de consagrarse obispo de Pomerania fue frustrado por los obispos de Magdeburgo y Gniezno, que tenían los derechos sobre Pomerania. Sólo después de su muerte en 1139, su antiguo compañero Adalberto de Pomerania fue consagrado como obispo de Julin en 1140. En 1188, trasladó su sede desde la diócesis de Wolin a Kamień.
Otón murió el 30 de junio de 1139 y fue enterrado en la abadía de Michaelsberg. Fue canonizado en 1189 por el papa Clemente III.